# Roviralta-Syndrom
Das Roviralta-Syndrom (Phrenopylorisches Syndrom) ist eine Kombination von Hiatushernie und Pylorusstenose.
Die Bezeichnung bezieht sich auf den Autor der Erstbeschreibung aus dem Jahre 1946 durch den spanischen Kinderchirurgen Emilio Roviralta.(zit. nach Leiber)

## Verbreitung
Die Häufigkeit wird mit 5 % bei einer Pylorusstenose angegeben.

## Klinische Erscheinungen
Klinische Kriterien sind:
- Anhaltendes Erbrechen meist seit Geburt
- Blutnachweis im Stuhl, eventuell Anämie
- Schluckstörung
- nach wenigen Wochen Zeichen der Pylorusstenose

## Diagnose
In der Ultraschalluntersuchung Nachweis der Pylorusstenose und des Gastroösophagealen Refluxes, im Ösophagusbreischluck Nachweis einer Hiatushernie eventuell mit Refluxösophagitis.

## Therapie
Oft bildet sich nach einer Operation der Pylorusstenose die Hiatushernie zurück.